# 블리퉁섬

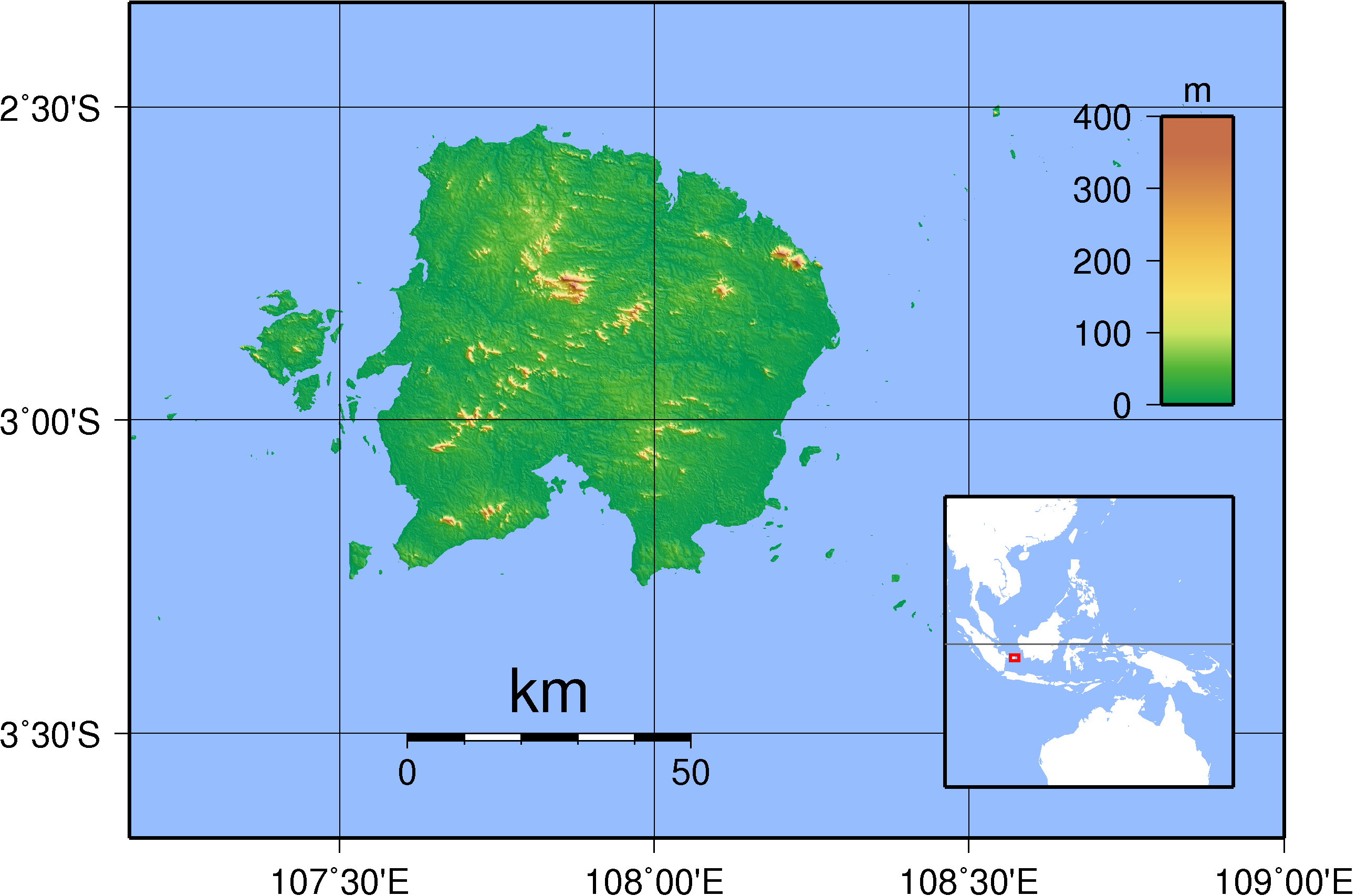
블리퉁섬의 지형도

블리퉁섬(인도네시아어: Belitung)은 인도네시아 수마트라섬의 동쪽에 있는 섬이다. 자와해에 위치한 이 섬은 후추와 주석으로 유명하다. 1812년부터 1824년에 체결된 영국-네덜란드 조약에 따라 영국이 네덜란드에게 섬의 관할을 양도할때까지 영국의 지배하에 있었다. 주요 도시로는 탄중판단이 있다.

## 인구
인구가 여러 작은 도시에 집중되어 있으며, 대략 200,000명이 거주한다. 서쪽에 탄중 판단과 동쪽에 망가르가 가장 규모가 크다. 말레이 인종이 가장 큰 퍼센티지를 차지하고 있으며, 부기스인, 순단인과 네덜란드 주석 광산에서 일했던 중국인의 후손이 있다.

## 같이 보기
- BHP 빌리튼